# Velodromo di Neo Phaliron
Il velodromo di Neo Faliro o velodromo di Neo Phaliron era un velodromo ed un'arena, situata a Neo Falero (oggi parte del comune del Pireo), Grecia.
Questo venne costruito con i fondi di George Averoff ed usato per le gare di ciclismo dei Giochi della I Olimpiade, che si tennero nella capitale greca nel 1896. In questa arena, durante i primi giochi olimpici, il francese Paul Masson conquistò tre medaglie d'oro nel ciclismo su pista. Questo è 333.33m, con curve rialzate e con gradinate da 7.000 posti.
Venne rinnovato nel 1965 divenendo lo Stadio Geōrgios Karaiskakīs, il secondo della Grecia per numero di spettatori.